# Puttanna Kanagal Award
Puttanna Kanagal Award – nagroda filmowa przyznawana przez rząd Karnataki za osiągnięcia w reżyserii.
Została ustanowiona w 1986. Wręczana jest razem z nagrodami Karnataka State Film Awards, jako jedna z nagród specjalnych. Jej zdobywca otrzymuje gratyfikację w wysokości 200 tys. INR (dawniej 100 tys.). Wśród laureatów można znaleźć między innymi C. V. Shivashankara i D. Rajendrę Babu. 